# Interleukine 33
L'interleukine 33, ou IL-33, est une interleukine appartenant à la famille des interleukines 1. L'IL-33 est un puissant inducteur des réponses immunitaires T helper (Th) 2, et est un médiateur important pour la cicatrisation des muqueuses et la restauration / réparation épithéliale . Le complexe forme de IL-33 avec son récepteur  ST2 peut également favoriser les réponses de type Th1 en fonction de la présence ou de l'absence d'IL-12 . L'influence de l'axe IL-33 / ST2 peut être protectrice ou pathogène dans diverses maladies, car elle a un double rôle dans les troubles inflammatoires ,. L'IL-33 joue un rôle crucial dans l'inflammation et est associé à de nombreuses maladies, telles que l'artérite à cellules géantes , l'atrésie biliaire  et la maladie pulmonaire obstructive chronique . Son gène est le IL33 situé sur le chromosome 9 humain.

## Biologie

### Cellules productrices
Elle est trouvée essentiellement dans le noyau cellulaire mais peut se retrouver dans le cytoplasme, le passage semblant être favorisé par des contraintes mécaniques. 

### Récepteur
Son récepteur est la combinaison du ST2 et de l'« IL-1 receptor accessory protein » dont la stimulation permet l'action de certaines kinases et l'activation des lymphocytes T helper de type 2.

### Cellules cibles
Le récepteur dans la membrane cellulaire des  lymphocytes Th2 , mastocytes , basophiles et des neutrophiles 

#### Mastocyte
IL-33 n'induit généralement pas la dégranulation des mastocytes humains  ni la production de prostaglandine  . Les mastocytes induit par l'IL-33  initient la production de cytokines pro-inflammatoires (IL-6, TNF), des cytokines de la réponse  Th2 (IL-5, IL-10, IL-13 , GM-CSF) et les chimiokines  (CXCL8 et CCL1) qui dirigent le recrutement des cellules du système immunitaire inné dirigeant la réponse inflammatoire ,,,.

#### Lymphocyte Th2
L'IL-33 augmente l'expression de plusieurs interleukines, dont l'IL-4, IL-5 et IL-13.

### Synergie
Une fonction importante de l'IL-33 fonctionne avec d'autres stimuli, tels que l'activation du récepteur IgE de haute affinité, FcεRI. Dans ce cas, la combinaison de l'activation des récepteurs IgE avec l'IL-33 induit une activation plus robuste des cellules avec une dégranulation et une libération associée de leucotriènes et de prostaglandines ainsi qu'une production synergique plus élevée des cytokines IL-6, IL-13, TNF, et les chimiokines que la stimulation isolée des récepteurs IgE ,,.

## Action
Au niveau cardiaque, sur un modèle animal, elle diminue l'hypertrophie ventriculaire gauche provoquée par une surcharge en pression. Elle serait protectrice sur le muscle cardiaque en diminuant les phénomènes d'apoptose et en améliorant sa fonction contractile après un infarctus expérimental. Au contraire, en cas de myocardite virale provoquée, elle semble aggraver la dysfonction cardiaque, tout en favorisant l'apparition d'une péricardite.

### Rôle dans la maladie
Elle participerait à la genèse de l'asthme et autres bronchopneumopathies chroniques obstructives, de la dermatite atopique, des rhumatismes inflammatoires ainsi que celle de la rectocolite hémorragique ou de certains syndromes myéloprolifératifs.
L'interleukine 33 s'exprime de façon constante dans le système nerveux central. On pense qu'elle pourrait être un médiateur important dans la réponse des cellules gliales aux lésions neurologiques. Des molécules pro-inflammatoires sont exprimées de façon importante au voisinage des plaques amyloïdes et des enchevêtrements neurofibrillaires caractéristique de la maladie d'Alzheimer. L'interleukine 33 pourrait être une cible pour un traitement étiologique de la maladie d'Alzheimer,.

### Rôle protecteur
Elle serait protectrice contre l'athérome et l'infestation par certains vers intestinaux ou virus

### Cible thérapeutique
L'itepekimab est un anticorps monoclonal ciblant l'interleukine 33, avec des résultats prometteurs dans l'asthme. L'astegolimab, lui, cible son récepteur.